# 1461 Jean-Jacques
1461 Jean-Jacques è un asteroide della fascia principale del diametro medio di circa 32,94 km. Scoperto nel 1937, presenta un'orbita caratterizzata da un semiasse maggiore pari a 3,1268976 au e da un'eccentricità di 0,0488328, inclinata di 15,31309° rispetto all'eclittica.
L'asteroide è dedicato al figlio della scopritrice.